# ESV Lok Schöneweide
Der ESV Lok Schöneweide bzw. Eisenbahnsportverein Lok Berlin-Schöneweide ist ein deutscher Sportverein aus Berlin. Heimstätte der Fußballabteilung ist die Sportanlage Am Adlergestell, welche 1.000 Zuschauern Platz bietet.

## Sektion Fußball

Historisches Logo der BSG Lok Schöneweide

Lok Schöneweide wurde im Jahr 1925 unter der Bezeichnung Reichsbahn SV Berlin gegründet. Der Club spielte bis 1945 nicht im höherklassigen Bereich, etwaige Teilnahmen an der Gauliga Berlin-Brandenburg fanden nicht statt. Überregional traten die Reichsbahner lediglich im Tschammerpokal 1935 in Erscheinung, in dem sie in der 1. Runde an Eintracht Braunschweig scheiterten.
1945 wurde der RSV aufgelöst und 1951 als BSG Lok Schöneweide neu gegründet. Als Trägerbetrieb fungierte das Bahnbetriebswerk Berlin-Schöneweide. Auf sportlicher Ebene agierte die BSG in der dritt- bzw. viertklassigen Bezirksliga Berlin, die aber nie dauerhaft gehalten wurde. Wesentlich erfolgreicher präsentierte sich die Lok im Ost-Berliner Pokal, in dem Schöneweide 1960 gegen Lichtenberg 47 II (ausgetragen im Januar 1961) und 1961 gegen Motor Weißensee das Endspiel erreichte. Im FDGB-Pokal erreichten die Berliner 1956 einmal die erste Hauptrunde, unterlagen der klar favorisierten BSG Einheit Wismar aber mit 1:5.
1990 vollzog der Verein eine Umbenennung in ESV Lok Schöneweide. Der Spielbetrieb wurde vorerst bis 1994 aufrechterhalten. Im Anschluss konnte der Verein nicht mehr die von der Deutschen Bahn geforderte Jahrespacht für das Gelände aufbringen. Die Fußballabteilung fusionierte darauf mit dem SV Turbine Berlin zum FC Treptow. Derzeit unterhält der ESV wieder eine eigene Mannschaft im Berliner Spielbetrieb.

### Statistik
- Teilnahme Bezirksliga Berlin (Ost): 1955, 1956, 1960, 1961/62, 1970/71, 1982/83 bis 1985/86
- Teilnahme Tschammer-Pokal: 1935 (1. HR, 3:6 gegen Eintracht Braunschweig)
- Teilnahme FDGB-Pokal: 1956 (1. HR, 1:5 gegen Einheit Wismar)
- Finalist FDGB-Bezirkspokal Berlin: 1960 (2:6 gegen SG Lichtenberg II), 1962 (1:3 gegen Motor Weißensee)

## Leichtathletik
Während in den Lauf- und Sprungwettbewerben der Vorkriegszeit andere Berliner Vereine deutlich erfolgreicher waren, war der Reichsbahn SV einer der führenden deutschen Vereine im Gehen der 1930er Jahre. Herbert Dill, Karl Köppen und Paul Sievert gehörten zu den besten deutschen Gehern des Jahrzehnts. Insgesamt erlangten die Geher des RSV Berlin vier Deutsche Meistertitel und drei Vizemeisterschaften.

## Eishockey
In den 1930ern nahm eine Eishockeymannschaft des Reichsbahn SV am Spielbetrieb des Sportgau II/III teil.

## Personen
- Herbert Dill
- Marko Tredup